# Кочина, Пелагея Яковлевна
Пелаге́я Я́ковлевна Ко́чина (урожд. Полуба́ринова; 1 (13) мая 1899 года, село Верхний Хутор, Царевский уезд, Астраханская губерния — 3 июля 1999, Москва) — советский учёный-гидродинамик, академик Академии наук СССР. Герой Социалистического Труда (1969).

## Биография
Родилась в крестьянской семье, кроме Пелагеи в семье было ещё два брата и сестра. Имя получила при крещении 4 (16) мая в соответствии с церковным календарём. Это имя Кочиной не нравилось и было предметом её печальных переживаний в дальнейшем. Происхождение фамилии Полубаринов неясно.
Желая дать детям образование, отец перевёз семью в Астрахань, где стал работать счетоводом, и где Пелагея поступила в частную гимназию сестёр Шавердовых. В 1910 году отец переехал в Петербург, куда затем перевёз семью. С 1911 года Пелагея продолжила учёбу в Покровской женской гимназии. Впоследствии вспоминала учителя математики Н. И. Билибина, как педагога, во многом определившим её судьбу.
В 1916 году с золотой медалью окончила Покровскую женскую гимназию. Продолжила образование на Высших женских (Бестужевских) курсах.
В ноябре 1918 года отец скончался от тяжелой формы гриппа. По протекции Н. Н. Гернет Кочина устроилась библиотекарем в математической читальне, затем — вычислителем в Главной геофизической обсерватории. Заболела туберкулёзом, для поправки здоровья уехала в Каргополь на метеорологическую станцию. Заведовала станцией до весны 1920 года.
В 1919 году Курсы были слиты с Петроградским университетом. Кочина стала студенткой университета. В Петрограде училась у Н. И. Билибина, известного педагога, в гимназии у Н. Н. Гернет, на курсах у И. М. Виноградова, А. А. Маркова, В. И. Смирнова, А. А. Фридмана.
В 1921 году окончила физико-математический факультет Петроградского университета. Начала работать в Отделе теоретической метеорологии Главной геофизической обсерватории у А. А. Фридмана.
С 1925 по 1931 годы преподавала на воздушном факультете в Ленинградском институте путей сообщения. С 1931 по 1935 годы — в Институте инженеров гражданского воздушного флота. Профессор (1933).
С 1935 года работала в Математическом институте АН СССР, старший научный сотрудник. С того же года — заведующий кафедрой высшей математики Московского гидрометеорологического института, в 1937 году перешла на работу в Московский авиационный технологический институт, возглавила кафедру высшей математики. С 1941 года — профессор кафедры высшей математики Московского нефтяного института. С 1939 года работала в Институте механики АН СССР, старший научный сотрудник, в 1948 году возглавила отдел гидродинамики Института механики.
В 1940 году защитила диссертацию на соискание учёной степени доктора физико-математических наук, тема диссертации «Некоторые задачи установившегося движения грунтовых вод».
4 декабря 1946 года была избрана членом-корреспондентом Академии наук СССР по специальности «гидродинамика». При голосовании она набрала одинаковое число голосов с А. А. Дородницыным, и тот снял свою кандидатуру, чтобы обеспечить избрание профессору-женщине, вдове своего учителя Н. Е. Кочина. 28 марта 1958 года Кочину избрали академиком по специальности «механика и гидродинамика».
Вошла в первоначальный состав Национального комитета СССР по теоретической и прикладной механике (1956).
С 1959 года работала в Сибирском отделении АН СССР, заведующая отделом прикладной гидродинамики и лаборатории фильтрации Института гидродинамики. Председатель комиссии СО АН СССР по проблеме орошения и обводнения Кулундинской степи. В 1962—1966 годах заведовала кафедрой теоретической механики Новосибирского университета.
В 1970 году возвратилась в Москву, работала в Институте проблем механики АН СССР, заведующая отделом математических методов механики. С 1987 года — советник дирекции.
Похоронена в Москве на Новодевичьем кладбище (участок № 4) рядом с мужем.

## Общественно-политическая работа
С 1931 по 1934 год — депутат Ленинградского городского Совета депутатов, с 1947 по 1955 год — депутат Московского городского Совета депутатов, с 1951 по 1959 года — депутат Верховного Совета РСФСР.

## Научные достижения
Широко известные пионерские  результаты в механике сплошных сред, гидродинамике, теории фильтрации, в частности в теории течений со свободной поверхностью. Создала научную школу.
Редактор и ответственный редактор ряда монографий, среди которых:
- Развитие исследований по теории фильтрации в СССР (1917–1967) / Отв. ред. П.Я. Полубаринова-Кочина. — М.: Наука, 1969. — 546 с.
- Антонцев С.Н., Епихов Г.П., Кашеваров А.А. Системное математическое моделирование процессов водообмена. — Новосибирск: Наука, 1986. — 216 с.

## Труды
- Полубаринова-Кочина П.Я. Теория движения грунтовых вод. — М.: Наука, 1977. — 664 с.
- Избранные труды. — М.: Наука, 1991. — 352 с. — ISBN 5-02-000119-8.
- Кочина П.Я. Николай Евграфович Кочин (1901–1944) / Отв. ред. А.Ю. Ишлинский. — М.: Наука, 1979. — 320 с.
- Кочина П.Я. Софья Васильевна Ковалевская, 1850–1891 / Отв. ред. А.Ю. Ишлинский, З.К. Соколовская. — М.: Наука, 1981. — 312 с.
- Простые отношения в природе : Пропорциональность. Инвариантность. Подобие / П. Я. Кочина, Д. Д. Саввинов, О. И. Шишорина и др.; Отв. ред. К. В. Фролов; Акад. наук Респ. Саха (Якутия), Ин-т прикладной экологии Севера. — М. : Наука, 1996. — 204,[1] с. : ил.; 21 см; ISBN 5-02-003638-2

## Известные адреса
- Новосибирск
  - ул. Терешковой, д. 28
  - Золотодолинская улица, д. 83
- Москва, Ленинский проспект, д. 13
- Москва, ул. Дмитрия Ульянова, д. 4, корп. 2

## Хобби
В свободное время занималась живописью.

## Семья
В 1925 году вышла замуж за учёного-математика и механика Николая Кочина.
Дети (двойня): Нина, зять — Ш. А. Сергазиев. Ираида, зять математик и механик Г. И. Баренблатт.

## Награды и премии
- Герой Социалистического Труда (13 марта 1969) — за большие заслуги в развитии советской науки[7]
- орден «За заслуги перед Отечеством» III степени (9 мая 1999) — за большой вклад в развитие отечественной науки, подготовку высококвалифицированных кадров и в связи со 100-летием со дня рождения[14].
- 4 ордена Ленина (19 сентября 1953; 7 марта 1960; 29 апреля 1967; 13 марта 1969)[8]
- орден Октябрьской Революции (17 сентября 1975)[8]
- орден Трудового Красного Знамени (10 июня 1945)[8]
- орден Дружбы народов (11 мая 1979)[8]
- орден Дружбы народов (6 мая 1994) — за большой личный вклад в развитие отечественной науки и подготовку высококвалифицированных научных кадров[15]
- медали
- Сталинская премия второй степени (1946)[7][16] — за научные исследования в области гидродинамики грунтовых вод, результаты которых изложены в монографии «Некоторые задачи плоского движения грунтовых вод» (1943)
- Золотая медаль имени М. В. Келдыша (1996)[17]

## Память
- В честь Пелагеи Яковлевны и её мужа астрономом Крымской астрофизической обсерватории Л. Г. Карачкиной назван астероид 6763 Kochiny[6].
- СО РАН учреждена премия имени Кочиной для молодых учёных, которая вручается «за работы в области механики подземных вод и водных проблем, истории науки»[18][19].